# Rytwiny
Rytwiny (niem. Rinkendorf) – wieś w Polsce położona w województwie lubuskim, w powiecie żarskim, w gminie Trzebiel.
W latach 1975–1998 miejscowość administracyjnie należała do województwa zielonogórskiego.